# Salix iliensis
Salix iliensis es una especie de sauce perteneciente a la familia de las salicáceas. Es nativa de Asia.

## Descripción
Es un arbusto rara vez árbol pequeño, alcanza un tamaño de 5-6 m de altura, con difusión de  ramas nudosas;  ramas tomentosas cuando son jóvenes, llegando a ser glabras con la edad. Hojas estipuladas, con estípulas de 2-4 mm de largo, pecioladas, ligeramente peludas. La lámina de 3,5-7,5 de largo x 1,8-4 cm de ancho, elípticas a subromboidal, raramente ovadas, estrechadas en la base, cortamente acuminadas, enteras o dentadas de manera irregular, pilosas, cada vez más glabras. Los amentos aparecen antes que las hojas o, más o menos, al mismo tiempo que las hojas, son laterales, subsésiles. El fruto es una cápsula de 5-8 mm de largo, pilosa.

## Distribución
Se encuentra en Afganistán, Pakistán (Chitral, Gilgit), Cachemira, Kazajistán, Kirguizistán, Tayikistán y Uzbekistán.

## Taxonomía
Salix iliensis fue descrita por Eduard August von Regel y publicado en Trudy Imperatorskago S.-Peterburgskago Botaničeskago Sada 6(2): 464, en el año 1880.
Etimología
Salix: nombre genérico latino para el sauce, sus ramas y madera.
iliensis: epíteto
Sinonimia
- Salix depressa var. iliensis Poljakov
- Salix depressa subsp. iliensis (Regel) Hiitonen
- Salix depressa var. macropoda Poljakov[4]